# Sågbäcken (naturreservat, Älvdalens kommun)
Sågbäcken är ett naturreservat i Älvdalens kommun i Dalarnas län.
Området är naturskyddat sedan 2011 och är 277 hektar stort. Reservatet omfattar bäckravinen kring Sågbäcken och består av grov granskog.
Sågbäcken ligger högt, omkring 700 meter över havet.